# Azanus moriqua
Azanus moriqua is een vlinder uit de familie van de Lycaenidae. De wetenschappelijke naam van de soort is voor het eerst gepubliceerd in 1857 door Hans Daniel Johan Wallengren.

## Verspreiding
De soort komt voor in Kaapverdië, Senegal, Gambia, Guinea-Bissau, Guinee, Sierra Leone, Ivoorkust, Ghana, Togo, Benin, Nigeria, Tsjaad, Oeganda, Kenia, Tanzania, Angola, Zambia, Malawi, Mozambique, Zimbabwe, Botswana, Zuid-Afrika, Swaziland, Lesotho, Saoedi-Arabië, Oman en Jemen.

## Habitat
Het habitat bestaat uit Savanne en Karoo. In Tanzania komt de soort voor van zeeniveau tot 2600 meter hoogte.

## Waardplanten
De rups leeft op Entada, Senegalia ataxacantha, Vachellia davyi, Vachellia karroo en Vachelia pseudofistula.

## Parasieten
De rupsen worden gedood door de sluipvliegen (Tachinidae) Cadurciella rufipalpis en Aplomya poultoni.